# Gustav Fechner
Gustav Theodor Fechner (Gross Särchen, Sajonia, 19 de abril de 1801-Leipzig, 18 de noviembre de 1887) fue un físico, filósofo y psicólogo experimental alemán.
Pionero de la psicología experimental y fundador de la psicofísica (técnicas para medir la mente), inspiró a muchos científicos y filósofos del siglo XX.
Es conocido por formular, en 1860, una ecuación para cuantificar la relación entre un estímulo físico y la sensación asociada:
{\displaystyle S=c*logR},
donde S es el valor de la sensación, R es uno de los estímulos, y c una constante que varía de estímulo a estímulo. Esta ecuación se conocería como ley de Weber-Fechner.

## Biografía
Fechner nació en Groß Särchen, cerca de Bad Muskau, en Baja Lusacia, donde su padre era clérigo. A pesar de que fue criado por su padre en un ambiente religioso, posteriormente se convirtió al ateísmo.
En 1817 estudió medicina en Dresde y desde 1818 en la Universidad de Leipzig, la ciudad en la que pasó el resto de su vida, y donde obtuvo su doctorado en 1835.
En 1834 fue nombrado profesor de física. Sin embargo, en 1839, contrajo una enfermedad de los ojos mientras estudiaba los fenómenos del color y de la visión, por lo que tuvo que renunciar a su actividad docente. Tras recuperarse, se volcó en el estudio de la mente y sus relaciones con el cuerpo, dando conferencias públicas sobre los temas tratados en sus libros. Fechner tenía un concepto del mundo animista, pensando que cada materia estaba dotada de un espíritu.
En 1860 publicó Elementos de psicofísica, momento a partir del cual la psicofísica quedó establecida como disciplina interesada en establecer las relaciones matemáticas precisas entre los estímulos (medidos en escalas físicas) y las sensaciones evocadas por esos estímulos (medidas en escalas de sensación).

## Contribuciones
Gustav Fechner publicó artículos de química y de física, y tradujo del francés obras sobre química de Jean Baptiste Biot y de Louis Jacques Thénard. Una faceta diferente pero esencial de su carácter se muestra en sus poemas y piezas humorísticas, como Vergleichende Anatomie der Engel (1825), escrito bajo el seudónimo de Dr. Mises.
El trabajo de Fechner que hizo época fue su Elemente der Psychophysik (Elementos de psicofísica) (1860). Partiendo de las bases filosóficas del monismo pensó que los hechos corporales y los hechos conscientes, aunque unos no pueden reducirse a los otros, son diferentes caras de una misma realidad. Su originalidad radica en tratar de descubrir una relación matemática exacta entre ellos. El más famoso resultado de sus investigaciones es la ley conocida como la Ley de Weber-Fechner que se puede expresar de la siguiente manera:

Para que la intensidad de una sensación pueda aumentar en progresión aritmética, el estímulo debe aumentar en progresión geométrica.

Aunque el principio es correcto sólo dentro de ciertos límites, la ley se ha mostrado inmensamente útil. La ley de Fechner implica que la sensación es una función logarítmica de la intensidad física, lo que no es posible debido a la singularidad de la función logarítmica en cero. Por lo tanto, S. S. Stevens propuso la relación de la ley matemáticamente más plausible de la relación entre la potencia de la sensación y su intensidad, en su famoso artículo de 1961 (en el que establecía la denominada Función potencial de Stevens) titulado To Honor Fechner and Repeal His Law (En honor de Fechner y revocando su ley).
La fórmula general de Fechner para conseguir un número de unidades de cualquier sensación es: 
S = c log R,
donde S significa la sensación, R el estímulo numéricamente estimado, y C una constante que debe determinarse por separado para cada experimento en función de la sensibilidad. El razonamiento de Fechner ha sido criticado con el argumento de que, si bien los estímulos son compuestos, las sensaciones no lo son. "Toda sensación", dice William James, "se presenta como una unidad indivisible, y es casi imposible leer un significado claro en la idea de que sean cúmulos de unidades combinadas".

### El efecto de color Fechner

Un ejemplo del disco de Benham

En 1838, también estudió la por entonces misteriosa ilusión perceptiva de lo que todavía se llama el efecto de color de Fechner, por el que se perciben colores en un patrón en blanco y negro en movimiento. En 1894 el periodista y científico aficionado británico Charles Benham difundió este efecto entre el público angloparlante a través de la invención del denominado disco de Benham. Actualmente no se sabe si Fechner y Benham llegaron a conocerse personalmente.

### La mediana en estadística
En 1878 Fechner publicó un artículo en el que desarrolló la noción estadística de la mediana. Más tarde profundizó el concepto de estética experimental, con la idea de determinar las formas y dimensiones de los objetos estéticamente agradables. Utilizó principalmente las dimensiones de las pinturas como base de datos. En su obra de 1876 Vorschule der Aesthetik (Escuela de estética) utilizó el método de rangos de juicios subjetivos extremos.
Generalmente se le atribuye a Fechner la introducción de la mediana en el análisis formal de datos.

### La sinestesia
En 1871 Fechner informó del primer estudio empírico de sujetos con fotismo (percepción de colores sin estímulo visual) mediante tarjetas de colores entre 73 sinestésicos. Su trabajo fue seguido en 1880 por el de Francis Galton.

### Cuerpo calloso seccionado
Una de las especulaciones de Fechner sobre la conciencia concernía a la fisiología del cerebro. Durante su época, se sabía que el cerebro es simétrico y bilateral, y que existe una profunda división entre las dos mitades que están unidas mediante una banda de conexión de fibras llamadas el cuerpo calloso. Fechner especuló que si fuese seccionado, se generarían dos corrientes separadas de conciencia, y la mente se convertiría en dos. Sin embargo, Fechner creía que su teoría no sería nunca puesta a prueba; pero estaba equivocado. Durante la segunda mitad del siglo XX, Roger Sperry y Gazzaniga Michael trabajaron en pacientes epilépticos con el cuerpo calloso seccionado y observaron que la idea de Fechner era correcta.

### Hipótesis de la sección áurea
Fechner construyó diez rectángulos con diferentes proporciones entre anchura y longitud,  y pidió a numerosos observadores que eligiesen la "mejor" y la "peor" forma de rectángulo. Estaba interesado en evaluar el atractivo visual de los rectángulos con diferentes proporciones. Los rectángulos elegidos como "mejor" por el mayor número de participantes tenían una proporción de 0,62 (entre 3:5 y 5:8). Esto llegó a ser conocido como el "número de oro" (o número áureo) y se refirió a la relación entre la anchura y la longitud de un rectángulo que es más atractiva a la vista. El psicólogo y filósofo Carl Stumpf intervino en este estudio como sujeto de pruebas.
Sin embargo, todavía se mantiene una cierta controversia sobre el experimento en sí, motivada porque se dio a conocer el hecho de que Fechner descartó deliberadamente del estudio los resultados que no se ajustaban a sus necesidades, con numerosos matemáticos (incluyendo al astrofísico israelí Mario Livio) refutando el resultado del experimento.

### La distribución normal dividida
En su publicación póstuma Kollektivmasslehre (Enseñanza colectiva de masas) (1897), Fechner introdujo la distribución normal dividida, para dar cabida a las asimetrías que había observado en la distribución de frecuencias empíricas en muchos campos. La distribución ha sido redescubierta independientemente por varios autores que trabajan en diferentes campos.

## Influencia
Fechner, junto con Wilhelm Wundt y Hermann von Helmholtz, es reconocido como uno de los fundadores de la psicología experimental moderna. Su contribución más clara fue la demostración de que, dado que la mente era susceptible de medición y tratamiento matemático, la psicología tenía el potencial de convertirse en una ciencia cuantificada. Teóricos como Immanuel Kant habían afirmado durante mucho tiempo que esto era imposible, y que por lo tanto, una ciencia de la psicología también era imposible.
Aunque tuvo una vasta influencia en la psicofísica, los discípulos reales de su filosofía general fueron pocos. Ernst Mach se inspiró en sus trabajos sobre psicofísica. William James también admiraba su obra: en 1904, escribió una admirativa introducción a la traducción inglesa del Büchlein vom Leben nach dem Tode (Pequeño libro de la vida después de la muerte) de Fechner.
Además, influyó en Sigmund Freud, quien se refiere a Fechner al introducir el concepto de localidad psíquica en su La interpretación de los sueños, que ilustra con la metáfora del microscopio.
La concepción del mundo de Fechner era muy animista. Sentía la emoción de la vida en todas partes, en las plantas, la tierra, las estrellas, el universo total. Fechner era un panpsiquista; consideraba que todo el universo estaba interiormente vivo y conscientemente animado, en lugar de ser "cosas" muertas como aceptaban la mayoría de sus colegas contemporáneos, que se habían convertido en devotos de lo que se estaba conociendo como ciencia material. Sin embargo, basó su panpsiquismo en una descripción bien pensada de la conciencia como ondas. Creía que los seres humanos están a medio camino entre las almas de las plantas y las almas de las estrellas, que son ángeles. Dios, el alma del universo, debe ser concebido como teniendo una existencia análoga a la de los seres humanos. Las leyes naturales no son más que los modos del despliegue de la perfección de Dios. En su última obra, Fechner, envejecido pero lleno de esperanza, contrapone esta alegre "visión diurna" del mundo a la muerta y lúgubre "visión nocturna" del materialismo. También son importantes los trabajos de Fechner en estética. Realizó experimentos para demostrar que ciertas formas y proporciones abstractas son naturalmente agradables a nuestros sentidos, y dio algunas nuevas ilustraciones del funcionamiento de la asociación estética.  Charles Hartshorne lo consideraba un predecesor en su filosofía y en la de Alfred North Whitehead y lamentaba que el trabajo filosófico de Fechner hubiera sido descuidado durante tanto tiempo.
La posición de Fechner en referencia a predecesores y contemporáneos no está muy definida. Fue remotamente discípulo de Schelling, aprendió mucho de Baruch Spinoza, G. W. Leibniz, Johann Friedrich Herbart, Arthur Schopenhauer y Christian Hermann Weisse, y rechazó decididamente a G. W. F. Hegel y el monadismoismo de Rudolf Hermann Lotze. 
El trabajo de Fechner sigue influyendo en la ciencia moderna, inspirando la exploración continuada de las capacidades perceptivas humanas por parte de investigadores como Jan Koenderink, Farley Norman, David Heeger y otros.

## Reconocimientos
- El cráter lunar Fechner lleva este nombre en su honor.

## Obras
- Praemissae ad theoriam organismi generalem ("Advances in the general theory of organisms") (1823).
- (Dr. Mises) Stapelia mixta (1824). Internet Archive (Harvard)
- Resultate der bis jetzt unternommenen Pflanzenanalysen ("Results of plant analyses undertaken to date")  (1829). Internet Archive (Stanford)
- Maassbestimmungen über die galvanische Kette (1831).
- (Dr. Mises) Schutzmittel für die Cholera ("Protective equipment for cholera") (1832). Google (Harvard) — Google (UWisc)
- Repertorium der Experimentalphysik (1832). 3 volumes.
  - Volume 1. Internet Archive (NYPL) — Internet Archive (Oxford)
  - Volume 2. Internet Archive (NYPL) — Internet Archive (Oxford)
  - Volume 3. Internet Archive (NYPL) — Internet Archive (Oxford)
- (ed.) Das Hauslexicon. Vollständiges Handbuch praktischer Lebenskenntnisse für alle Stände (1834–38). 8 volumes.
- Das Büchlein vom Leben nach dem Tode (1836). 6th ed., 1906. Internet Archive (Harvard) — Internet Archive (NYPL)
  - (en inglés) On Life After Death (1882). Google (Oxford) — IA (UToronto) 2nd ed., 1906. Internet Archive (UMich) 3rd ed., 1914. IA (UIllinois)
  - (en inglés) The Little Book of Life After Death (1904). IA (UToronto) 1905, Internet Archive (UCal) — IA (Ucal) — IA (UToronto)
- (Dr. Mises) Gedichte (1841). Internet Archive (Oxford)
- Ueber das höchste Gut ("Concerning the Highest Good") (1846). Internet Archive (Stanford)
- (Dr. Mises) Nanna oder über das Seelenleben der Pflanzen (1848). 2nd ed., 1899. 3rd ed., 1903. Internet Archive (UMich) 4th ed., 1908. Internet Archive (Harvard)
- Zend-Avesta oder über die Dinge des Himmels und des Jenseits (1851). 3 volumes. 3rd ed., 1906. Google (Harvard)
- Ueber die physikalische und philosophische Atomenlehre (1855). 2nd ed., 1864. Internet Archive (Stanford)
- Professor Schleiden und der Mond (1856). Google (UMich)
- Elemente der Psychophysik (1860). 2 volumes. Volume 1. Google (ULausanne) Volume 2. Internet Archive (NYPL)
- Ueber die Seelenfrage  ("Concerning the Soul") (1861). Internet Archive (NYPL) — Internet Archive (UCal) — Internet Archive (UMich) 2nd ed., 1907. Google (Harvard)
- Die drei Motive und Gründe des Glaubens ("The three motives and reasons of faith") (1863). Google (Harvard) — Internet Archive (NYPL)
- Einige Ideen zur Schöpfungs- und Entwickelungsgeschichte der Organismen (1873). Internet Archive (UMich)
- (Dr. Mises) Kleine Schriften (1875). Internet Archive (UMich)
- Erinnerungen an die letzen Tage der Odlehre und ihres Urhebers (1876). Google (Harvard)
- Vorschule der Aesthetik (1876). 2 Volumes. Internet Archive (Harvard)
- In Sachen der Psychophysik (1877). Internet Archive (Stanford)
- Die Tagesansicht gegenüber der Nachtansicht (1879). Google (Oxford) 2nd ed., 1904. Internet Archive (Stanford)
- Revision der Hauptpuncte der Psychophysik (1882). Internet Archive (Harvard)
- Kollektivmasslehre (1897). Internet Archive (NYPL)

## Edición en castellano
- Nanna o el alma de las plantas. Traducción Luis O’Valle Martínez y José Miguel Gómez Acosta. Prólogo Paco Calvo. Cartoné, 208 páginas, colección Imaginatio vera 167. Ediciones Atalanta. 2025. ISBN 978-84-128423-5-7.[23][24][25][26][27][28][29]
- Anatomía comparada de los ángeles. Sobre la danza. Cactus. 2017. ISBN 978-987-3831-18-8.
- Anatomía comparada de los ángeles. Ediciones del lunar. 2000. ISBN 978-84-95331-04-5.